# Upplands runinskrifter 336
Upplands runinskrifter 336 är en vikingatida runsten av granit i Orkesta kyrka, Orkesta socken och Vallentuna kommun. Runstenen är 1,66 meter hög (över marken) och 0,64 meter bred. Runhöjden är 5-8 centimeter. Stenen har flyttats flera gånger men stod troligen ursprungligen på gården Bårrestas mark. Den har också betecknats såsom "Bårrestastenen". Ulv i Bårresta omnämns i denna ristning såväl som på U 161.

## Inskriften
Translitterering av runraden:
[ul]fʀ × lit × risa stin × þi[n]a × iftiʀ × unim × faþurs×bruþr sin þiʀ × buku × baþiʀ × i × baristam '
Normalisering till runsvenska:
Ulfʀ let ræisa stæin þenna æftiʀ Onæm, faðursbroður sinn. Þæiʀ byggu baðiʀ i Baristam.
Översättning till nusvenska:
Ulv lät resa denna sten efter Onäm, sin farbroder. De bodde båda i Bårresta.